# Most Pkak
Most Pkak (hebrejsky: גשר הפקק, Gešer ha-Pkak) je most přes řeku Jordán v Izraeli, na úpatí Golanských výšin.
Nachází se v Chulském údolí na řece Jordán, cca 17 kilometrů od severního břehu Galilejského jezera. Přes most prochází lokální silnice 918, která vede z pravého břehu řeky Jordán na břeh levý, kde se pak stáčí k severu a sleduje úpatí Golanských výšin směrem ke kibucu Gonen. 2 kilometry severozápadně od mostu leží vesnice Chulata.
Jméno mostu odkazuje na konfiguraci okolního terénu (hebrejské slovo pkak znamená „zátka“). Šlo o místo u výtoku řeky Jordán z Chulského údolí, kde se rozkládala soutěska z tvrdších čedičových hornin, která uzavírala údolí z jihu. V rámci melioračních prací v 50. letech 20. století, kdy bylo Chulské jezero z velké části vysušeno, byla tato překážka zčásti odstraněna a přes bývalou soutěsku byl postaven tento most. Do roku 1967 šlo o strategicky významnou komunikaci, protože spojovala izraelské zemědělské osady na obou březích Jordánu, které v této oblasti sice byly v hranicích státu Izrael, ale na přilehlých Golanských výšinách jim dominovaly pozice syrské armády. Během šestidenní války byly Golany Izraelem dobyty a bezpečnostní rizika ze strany syrského dělostřelectva pro zdejší izraelská sídla zmizela.
V roce 2007 byl most kvůli technickému stavu uzavřen. V řádu několika měsíců se slibovalo zřízení provizorního přemostění a zároveň výstavba zcela nového mostu. V červenci 2008 byl nový most slavnostně otevřen. Jde o ocelovou konstrukci. Výhledově měl projít dalším rozšířením, které by umožnilo obousměrný provoz.